# 东平博物馆

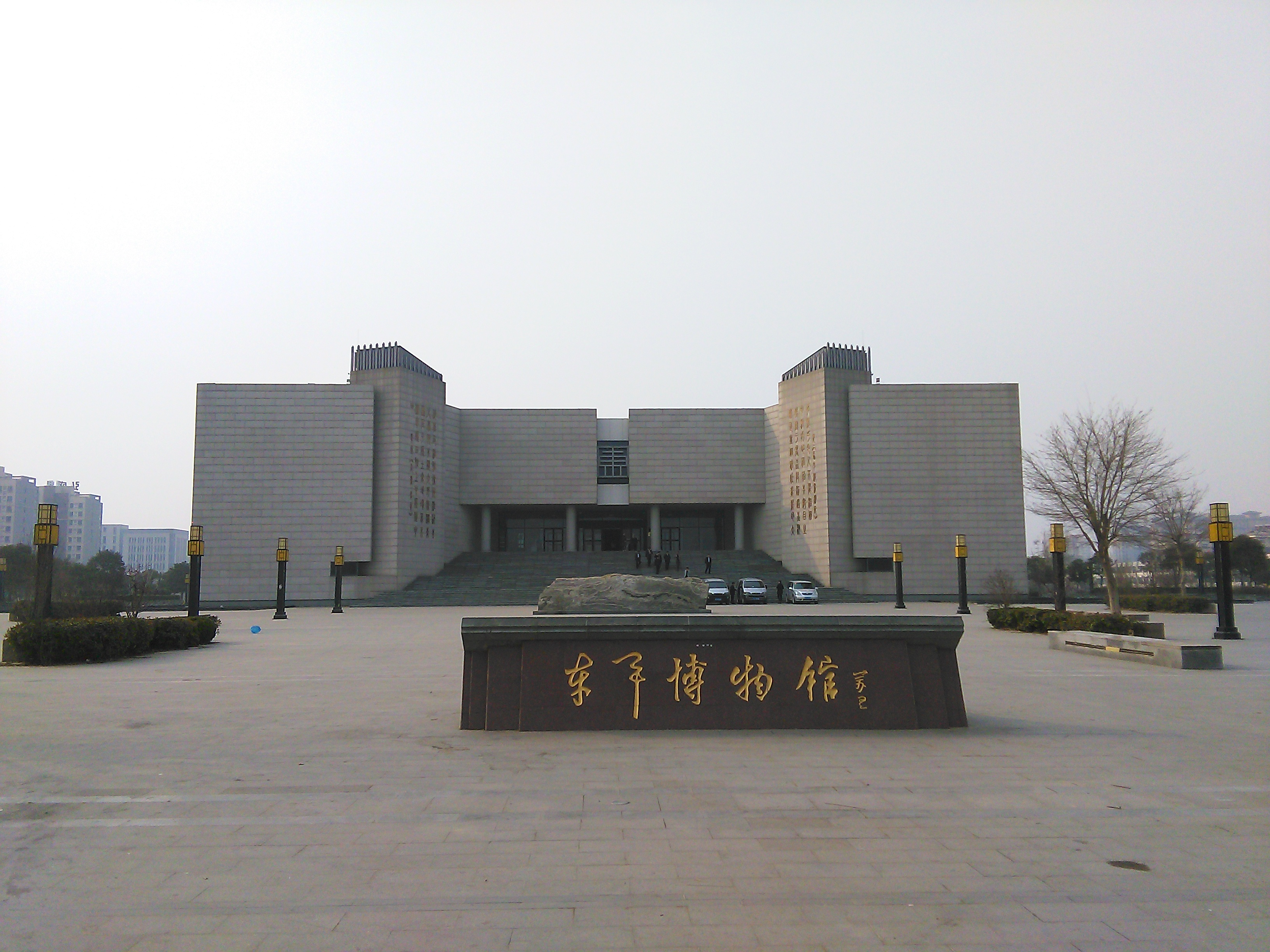
东平博物馆

东平博物馆位于东平县城佛山街西，白佛山南，为东平县最大博物馆。该博物馆建筑面积1.4万平方米，高18.3米，共分四层，其中地下一层，地上三层，其内有交流厅、多媒体厅和各类展厅。该博物馆介绍了东平县历史文化，收藏和展出了东平县大量文物和方志。2011年1月竣工，同年10月9日正式开馆。